# Státní fond audiovize
Státní fond audiovize (dřívější Státní fond kinematografie) je český státní fond zřízený za účelem podpory českých filmů a filmařů. Fond spravuje Ministerstvo kultury. Založen byl k 1. lednu 2013 na základě zákona č. 496/2012 Sb., o audiovizuálních dílech a podpoře kinematografie a o změně některých zákonů (o audiovizi).
Do té doby existoval Státní fond České republiky pro podporu a rozvoj české kinematografie zřízený v roce 1992 na základě zákona ČNR č. 241/1992 Sb. ze dne 14. dubna 1992, který se stal významným nástrojem veřejné podpory filmové tvorby, ať už je to psaní scénářů, či výroba a distribuce filmů. Podporoval také technický rozvoj a modernizaci kin. Zároveň se podílel na spolufinancování projektů z oblasti propagace kinematografie, např. festivalů a přehlídek.

## Status fondu
V členění rozpočtové soustavy se tento fond nachází mezi mimorozpočtovými fondy, a to konkrétně jako státní účelový fond. Působí pod správou Ministerstva kultury ČR, které je ústředním orgánem státní správy zaštiťujícím uměleckou a kulturní činnost, spolu se správou finančních fondů, za účelem podpory a zachování uměleckých děl a kulturních aktivit. Obecně jsou české státní účelové fondy tvořeny výlučně na základě zákona, který určuje zásady tvorby fondu a způsob čerpání jeho prostředků na přesně vymezené účely. Každý fond financuje specifickou oblast určenou jeho statutem a v ní pak slouží zejména k poskytování dotací a někdy i půjček určitým subjektům za předem stanovených podmínek. Jelikož hospodaří s veřejnými prostředky, jsou fondy kontrolovány parlamentem a každý správce státního fondu je povinen hospodařit podle rozpočtu státního fondu, který je schvalován jako součást státního rozpočtu na příslušný kalendářní rok.

## Struktura
Fond je spravován Ministerstvem kultury České republiky. V čele Fondu stojí ministr kultury, který je zodpovědný za hospodaření s prostředky Fondu. Z tohoto důvodu nemá Fond žádné organizační složky mimo sídlo ministerstva, tudíž ani žádné zaměstnance a nezřizuje žádné další jím řízené příspěvkové organizace.

## Rozpočet fondu
Ministerstvo kultury jako správce Fondu sestavuje pro každý rozpočtový rok návrh rozpočtu příjmů a výdajů, přehled pohledávek a závazků a závěrečný účet Fondu, které předkládá Ministerstvu financí České republiky. Návrh rozpočtu Fondu je posléze předložen vládě vždy do 31. srpna a ta jej po případných úpravách, které v něm provede, předkládá spolu s návrhem státního rozpočtu ke schválení Poslanecké sněmovně. Závěrečný účet Fondu pak tvoří přílohu státního závěrečného účtu. Spolu se závěrečným účtem je správcem Fondu předkládáno i vyhodnocení použití vynaložených prostředků.
Mezi nejvýznamnější finanční zdroje Fondu patří příjmy z obchodního využití filmů, k nimž Fond vlastní autorská práva výrobce, a odvody příplatku k ceně vstupného do kin. Přestože se finanční podpora kinematografie ze strany státu v roce 2000 nominálně zvýšila, stále postrádá širší a stabilnější základnu. Dosud se totiž nepodařilo prosadit novely audiovizuálních zákonů, které by ji posílily například rozšířením zdrojů příjmů Fondu kinematografie nebo zřízením Českého audiovizuálního centra.

## Podpořené projekty
Následující tabulka obsahuje seznam podpořených projektů:
| Jméno                            | Rok  | Částka (mil. Kč) | Druh podpory                     | Reference |
| -------------------------------- | ---- | ---------------- | -------------------------------- | --------- |
| Grandhotel                       | 2005 | 2                | Výroba dlouhometrážních projektů | [ 3 ]     |
| Kráska v nesnázích               | 2005 | 1,5              | Výroba dlouhometrážních projektů | [ 3 ]     |
| Obsluhoval jsem anglického krále | 2005 | 5                | Výroba dlouhometrážních filmů    | [ 4 ]     |
| Roming                           | 2005 | 4                | Výroba dlouhometrážních filmů    | [ 4 ]     |

## Kontroverze
12. května 2006 vetoval prezident republiky Václav Klaus novelu zákona 241/1992 Sb., protože v kinematografii neshledává oproti jiným oblastem kultury, sportu a podnikání zvláštní veřejný zájem a návrh zákona měl další závažné nedostatky.